# لنگرگاه (فیلم)
لنگرگاه فیلمی به کارگردانی و نویسندگی کیومرث پوراحمد ساخته سال ۱۳۶۷ است.

## داستان
دو برادر به نامهای احمد و بهمن به دلیل رفتار خشن پدر از خانه می‌گریزد و به بندر عباس می‌روند. با حمزه، که در مسافرخانه کار می‌کند، آشنا می‌شوند و با تهیه و فروش اجناس قاچاق ارتزاق می‌کنند. در این کار با موسی، قاچاقچی هروئین آشنا می‌شوند. پدر احمد و بهمن از روی عکسی که پسرانش برای مادر فرستاده‌اند آنها را در بندرعباس می‌یابد و به کمک مأموران موسی و همکارانش را گرفتار می‌کند. احمد و بهمن به آغوش خانواده بازمی‌گردند.

## بازیگران
- جهانگیر الماسی
- علیرضا خمسه
- محمد برسوزیان
- فرهاد حمیدی
- مهوش افشارپناه
- اسماعیل داورفر
- پرویز شکری
- کوروش سبزاندام
- مسعود امیرراد
- سولماز صبا